# Medix Tuticus
Medix Tuticus fou el nom de la més alta magistratura entre els pobles oscs. Medix equivalia a magistrat i tuticus segurament volia dir gran (magnus, maximus).
A la Segona Guerra Púnica els campanis eren governats per un medix tuticus que segurament era d'elecció anyal, i a les ordes del qual hi havia un segon magistrat supeditat que també era un medix tuticus, segurament un suplent pel cas de mort o impossibilitat del primer. En les inscripcions osques apareix com meddís túvtiks.